# 祝福 (1990年電影)
《祝福》是楊凡执导的一部香港电影，编剧为楊凡、羅鳳鳴、方志豪，由鄭裕玲、葉蘊儀、秦漢主演，並由陳奕詩、曾江、李家聲、黃霑等聯合演出。1990年4月在香港首映。電影主題曲《諾言》由葉蒨文主唱。

## 情節
「寶姨」貝寶如是一名通天經紀（鄭裕玲飾）為口奔馳，常以凌厲口才及風騷魅力去招客掙生意，但因年紀漸大而開始被其昔日的徒弟－－青春貌美的嘉嘉（陳奕詩飾）搶去生意，兩人勢成水火，互不相讓。某天，寶如收到其姊寶清由澳門寄來的信，信中說自己因遺傳病發作將不久於人世、托寶如代為照顧女兒Pinky（葉蘊儀飾）。寶如到澳門，因一直懷疑自己非母所出、與寶清更無來往，本來不欲照顧Pinky，惟Pinky對寶如訛稱自己乃二百萬美金遺產的繼承人。於是寶如看錢份上把Pinky帶回香港照顧。
Pinky到港後住在寶如家中，起初Pinky表現冷淡，寶如未能打探遺產之事。寶如安排Pinky在港入讀中學，班主任竟是寶如的初戀對象白馬王子高文傑（秦漢飾），Pinky施計撮合兩人，又施計幫助寶如搶回不少生意，二人逐漸建立感情。後來，寶如發現原來二百萬遺產只是Pinky的謊言，二人關係惡化，惟後來得到文傑的開解最終和解，感情再進一步，情如母女，寶如與高文傑亦展開戀情。
Pinky的真正生父百萬富翁周偉才（曾江飾）尋至，因太太無所出，提出帶私生女Pinky回澳門撫養成人，並給予寶如一筆可觀酬勞作為交換。此時，寶如發現自己亦患上與姊姊同一遺傳絕症，才知道自己真的是其母所親生，實際與Pinky有血緣關係。最後，因知自己不久於人世，寶如決定忍痛與Pinky分離，設計把她送回周偉才處，又向文傑提出分手，打算黯然離港...

## 人物角色
| 演員   | 角色            | 關係                           |
| 鄭裕玲 | 貝寶如（Bowie） | 人稱「寶姨」，通天經紀         |
| 葉蘊儀 | Pinky           | 寶如的姨甥女                   |
| 秦漢   | 高文傑          | 中學教師，寶如中學時的暗戀對象 |
| 陳奕詩 | 嘉嘉            | 寶如工作上的徒弟，後奪其生意   |
| 李家聲 | Keep Fit        | 寶如工作的助手                 |
| 曾江   | 周偉才          | 富豪，Pinky的生父              |
| 李司棋 |                 | 周偉才的正室                   |

## 電影歌曲
| 曲別   | 歌曲     | 作曲   | 作詞   | 演唱   |
| ------ | -------- | ------ | ------ | ------ |
| 主題曲 | 《諾言》 | 童安格 | 潘偉源 | 葉蒨文 |

## 外部連結
- 豆瓣电影上《祝福》的資料 （简体中文）
- 香港影庫上《祝福》的資料（繁體中文）
- 互联网电影数据库（IMDb）上《祝福》的资料（英文）